# Přílepy (okres Rakovník)
Přílepy (Duits: Brachfeld) is een Tsjechische gemeente in de regio Midden-Bohemen en maakt deel uit van het district Rakovník, ongeveer 7 km ten noordwesten van de stad Rakovník.
Přílepy telt 227 inwoners.

## Geschiedenis
Het dorp werd voor het eerst vermeld in 1399, toen een persoon Hynek van Przyelep werd vermeld.
De naam, in de Oud-Tsjechische vorm Přělepy, betekende is afgeleid van het Oud-Tsjechische woord přělep, wat aardig, mooi, beleefd, fatsoenlijk betekende.

## Verkeer en vervoer

### Spoorlijnen
Er is geen spoorlijn of station in het dorp. Het dichtstbijzijnde station is station Přílepy bij het dorp Kněževes.

### Buslijnen
Er halteert een buslijn tussen Rakovník en Kolešov in het dorp. Deze lijn rijdt op werkdagen 3 keer in de ochtend- en 5 keer in de middagspits. (vervoerder: Transdev Střední Čechy)

## Bezienswaardigheden

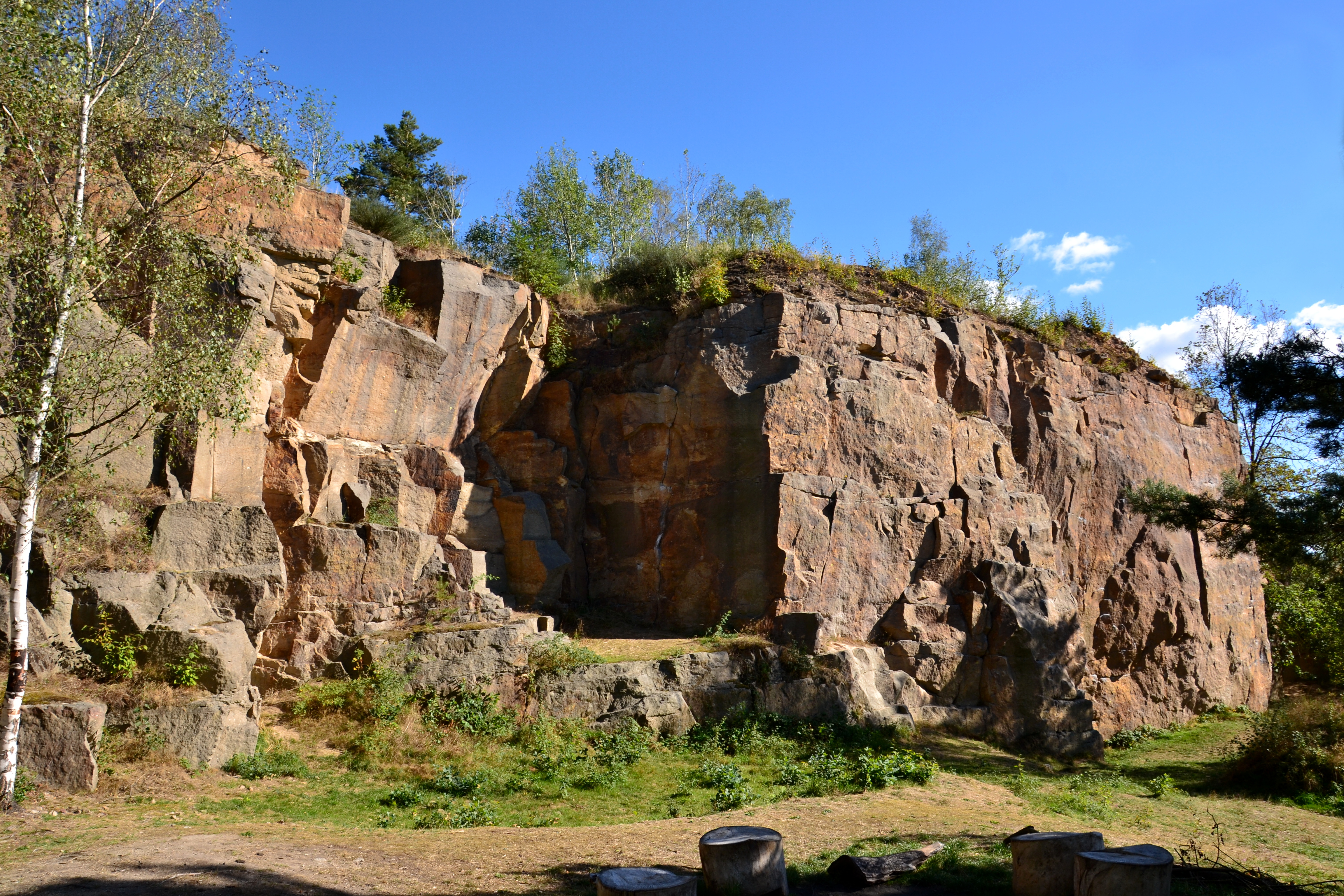
Natuurmonument Přílepská skála

- Natuurmonument Přílepská skála, een rotsachtige heuvel (418 m) die uit het landschap oprijst, minder dan een kilometer ten zuidoosten van het dorp. In het verleden waren hier tevens steengroeven waar zandsteen werd gedelfd.
- Standbeeld van Sint Donatus bij het spoor

## Galerij

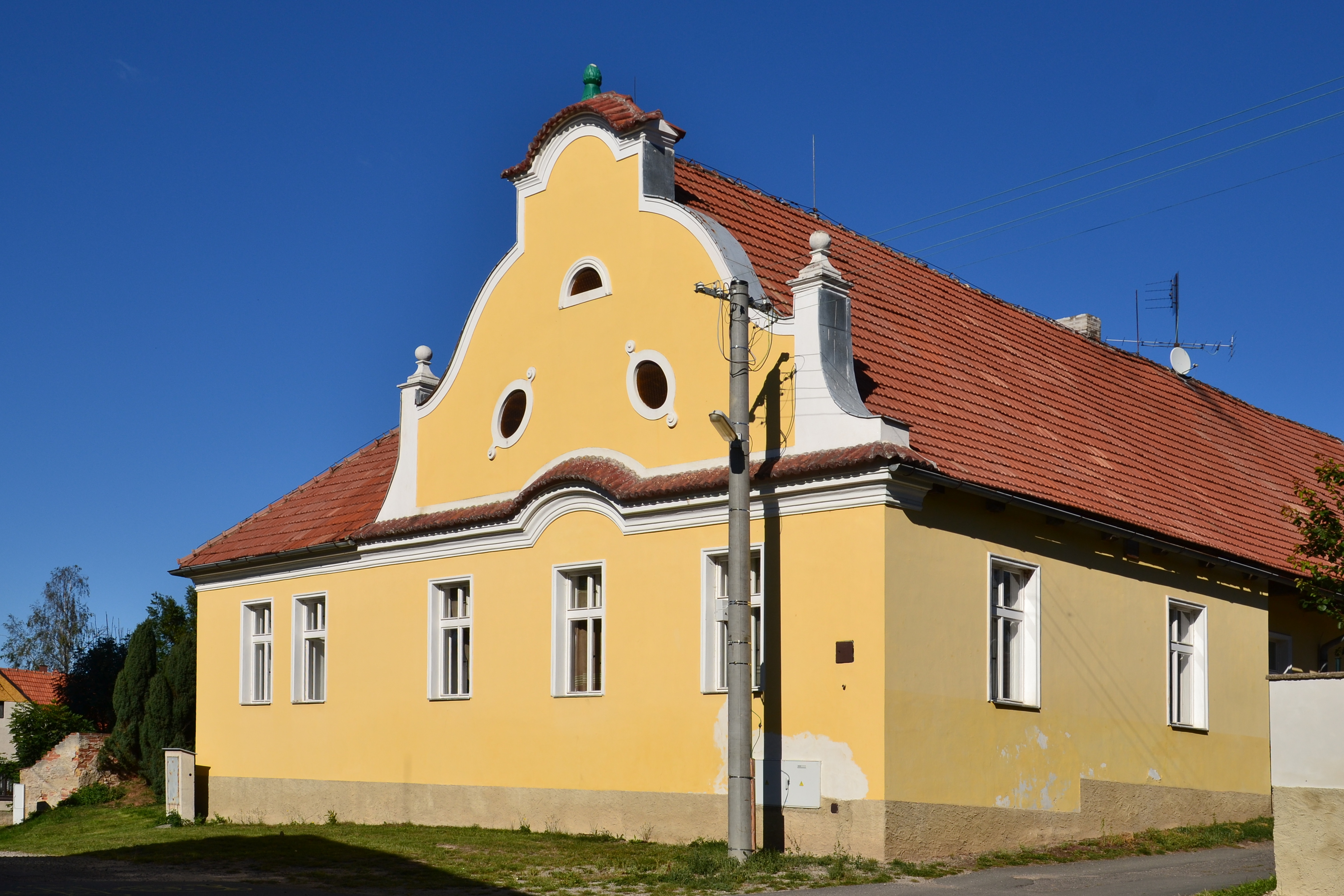
Kroeg in Přílepy
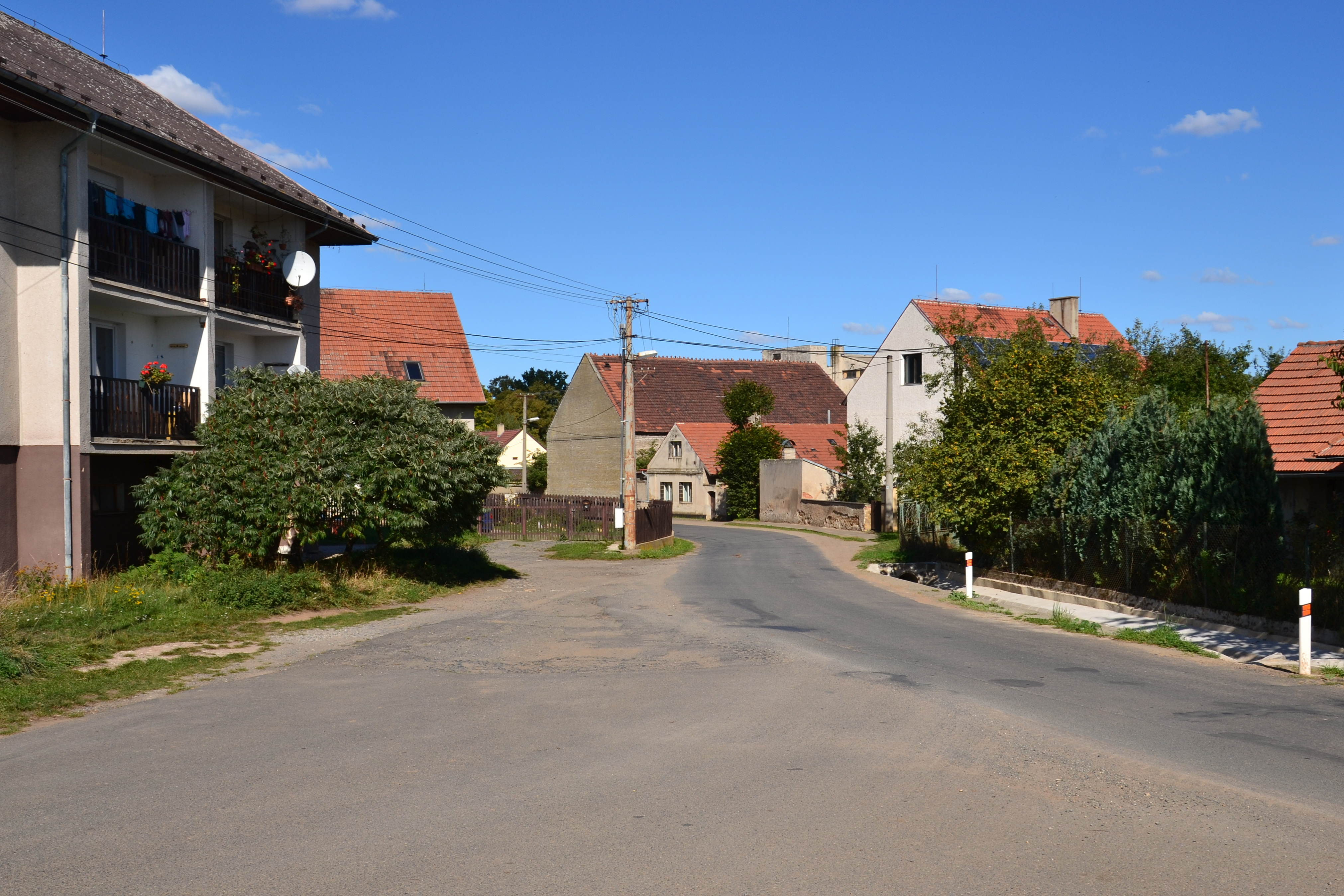
Huizen in het zuiden van het dorp
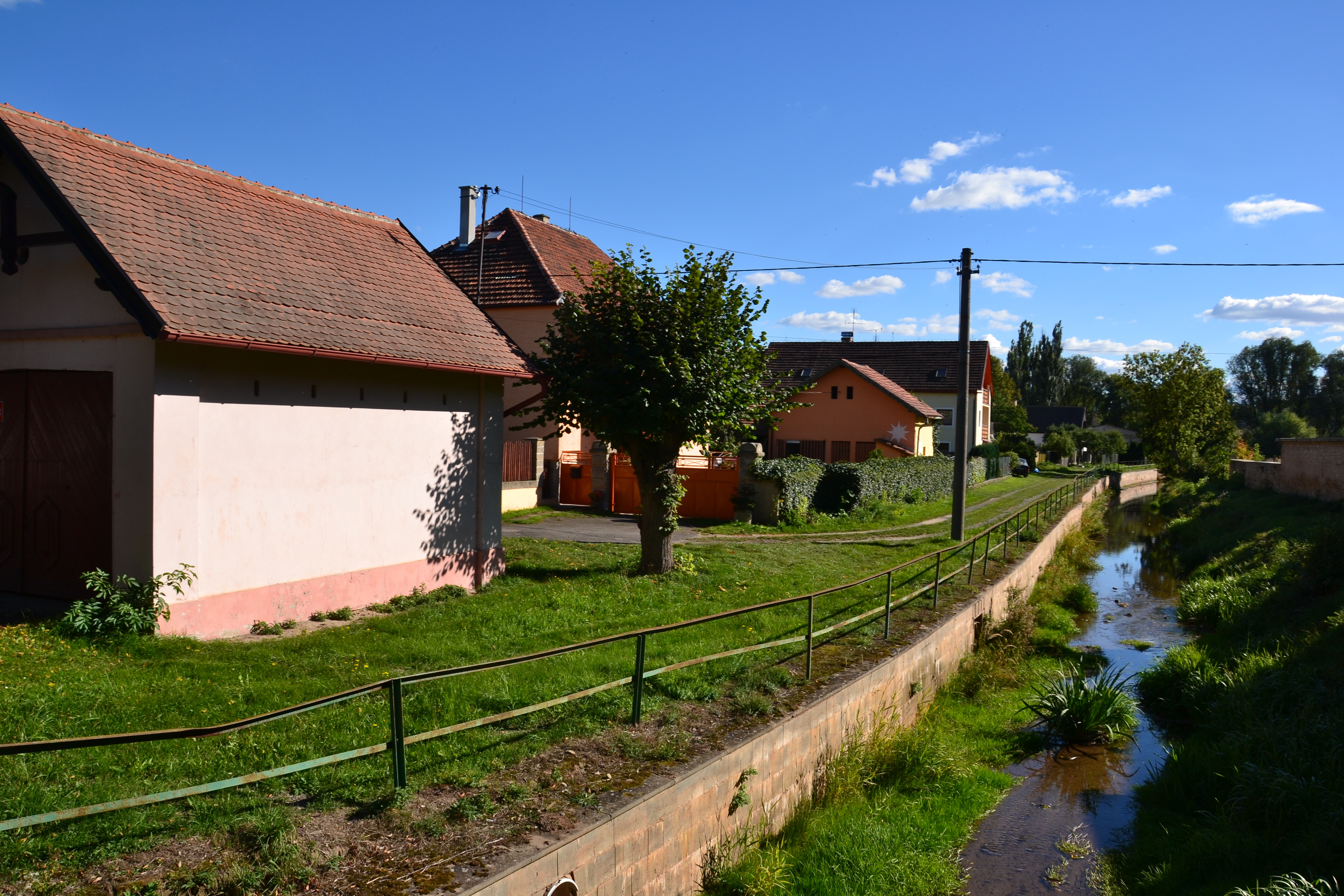
Beekje nabij het dorpsplein
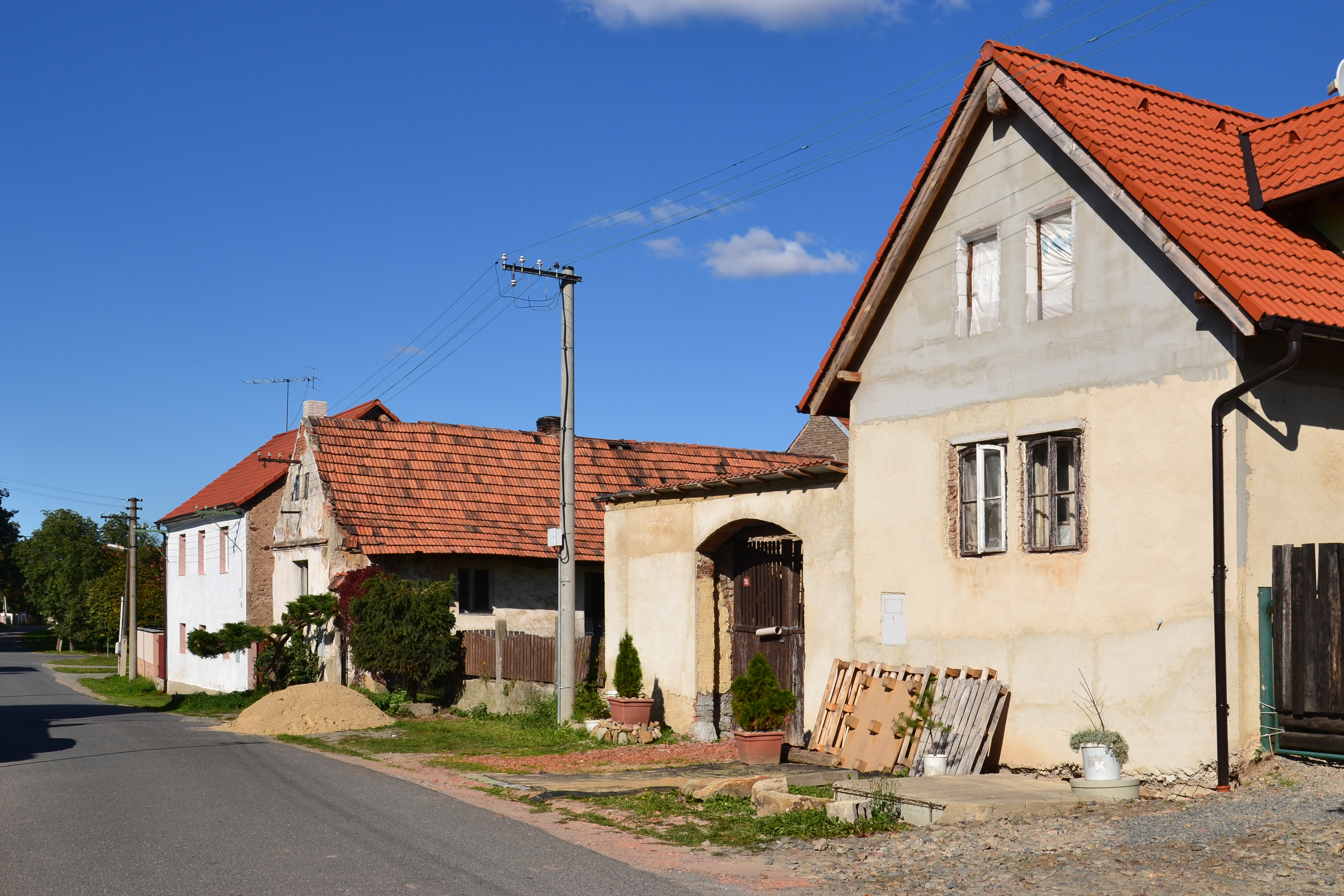
Huizen nabij het dorpsplein
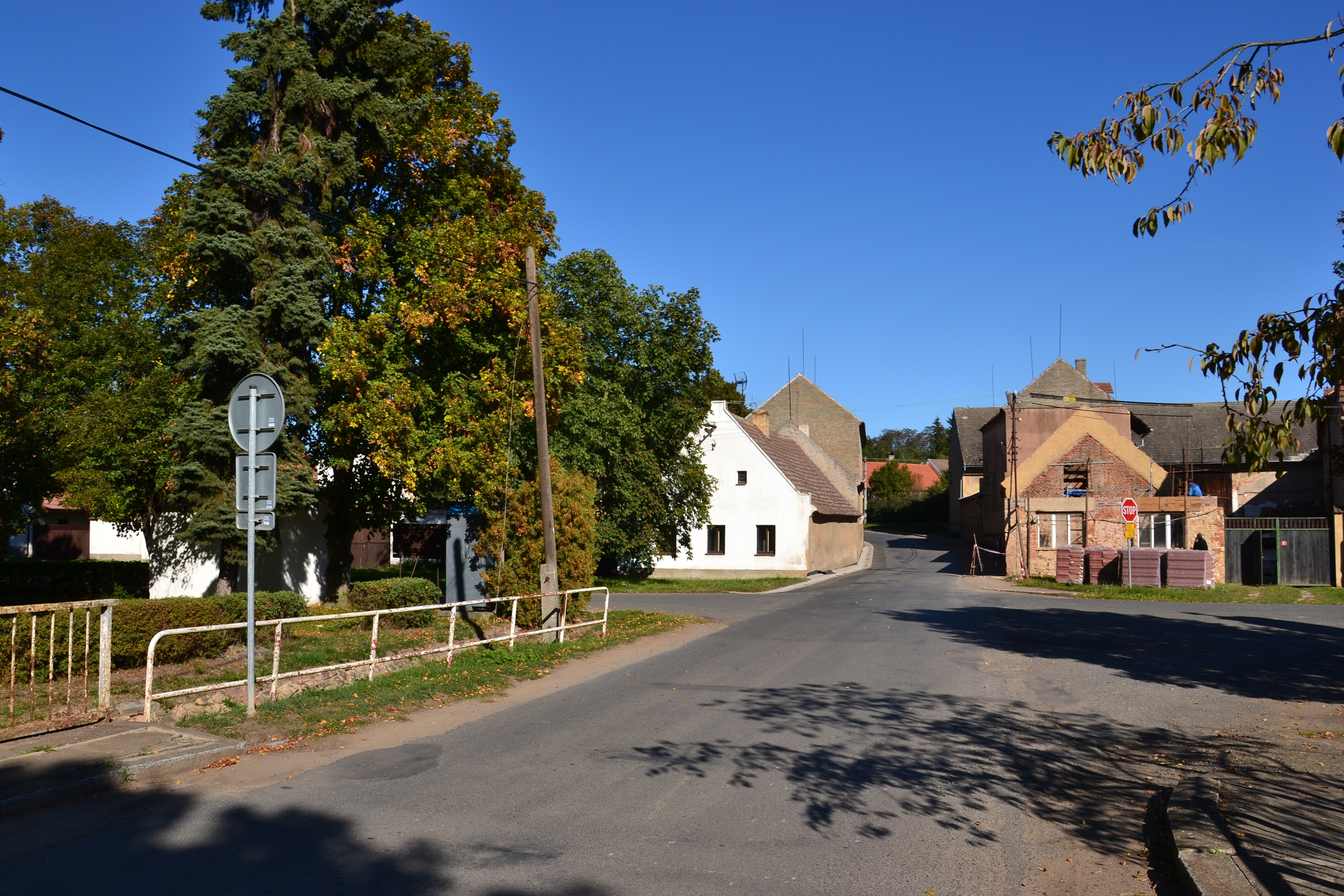
Huizen en brug in Přílepy